# Cynoglossus macrolepidotus
Cynoglossus macrolepidotus es una especie de pez de la familia Cynoglossidae en el orden de los Pleuronectiformes.

## Distribución geográfica
Se encuentran en las  costas de  China y Indonesia.